# Copa da Liga Escocesa 1996–97
A Copa da Liga Escocesa de 1996-97 foi a 51º edição do segundo mais importante torneio eliminatório do futebol da Escócia. O campeão foi o Rangers F.C., que conquistou seu 20º título na história da competição ao vencer a final contra o Heart of Midlothian F.C, pelo placar de 4 a 3.

## Premiação
| Copa da Liga Escocesa de 1996-97  |
| Escócia                           |
| --------------------------------- |
| Rangers F.C. Campeão (20º título) |